# Molinons
Molinons település Franciaországban, Yonne megyében. Lakosainak száma 272 fő (2022. január 1.). Molinons Courgenay, Flacy, Foissy-sur-Vanne, Lailly, Les Sièges és Villeneuve-l’Archevêque községekkel határos.

## Népesség
A település népességének változása:
| Lakosok száma | 275  | 278  | 285  | 277  | 277  | 275  | 275  | 271  | 272  |
|               | 2013 | 2015 | 2016 | 2017 | 2018 | 2019 | 2020 | 2021 | 2022 |